# FIRA European Sevens 2002
Navigation
FIRA European Sevens 2003
Le FIRA European Sevens 2002 est la première édition de la plus importante compétition européenne de rugby à sept. Elle se déroule à l'été 2002 et est organisée par la FIRA-AER. La finale voit la victoire du Portugal 24 à 14 sur la Géorgie. L’Allemagne finit troisième et la France quatrième.